# The Quickening (The Vandals)
The Quickening è il quinto album studio della band The Vandals. Diverso dai precedenti in quanto caratterizzato da testi più aggressivi e nichilistici, come sempre conditi dall'umorismo e dall'ironia tipici della band, il disco è stato anche supportato dalla produzione del video musicale del brano It's a Fact (in cui Brooks Wackerman sostituisce il batterista Josh Freese impegnato in altri progetti musicali).

## Tracce
Tutti i brani sono composti dalla band.
1. Stop Smiling
2. It's a Fact
3. Marry Me
4. Allah
5. Tastes Like Chicken
6. (But Then) She Spoke
7. How (Did This Loser Get This Job?)
8. Hungry for You
9. Failure is the Best Revenge
10. Aging Orange
11. Canine Euthanasia
12. Moving Up
13. (I'll Make You) Love Me
14. Choosing Your Masters
15. I Believe

## Formazione
- Dave Quackenbush - voce
- Warren Fitzgerald - chitarra, voce
- Joe Escalante - basso, voce
- Josh Freese - batteria